# Gramàtica hongaresa
Aquest article descriu la gramàtica hongaresa, en particular aquelles característiques que són particularment remarcables de l'hongarès en comparació amb altres idiomes europeus.
La llengua hongaresa té una morfologia aglutinativa. A diferència dels llenguatges basats en la flexió, en què la derivació de formes de paraules és relativament compacta i es fa mitjançant modificacions del radical de la paraula, en hongarès la derivació es fa mitjançant la incorporació d'una sèrie de sufixos separats invariants (menys freqüentment, també prefixos). Aquest mètode s'anomena aglutinació. Així doncs, les relacions de possessió, direcció, temporalitat, etc., formades en català per pronoms possessius, preposicions o frases preposicionals, es formen per mitjà de sufixos afegits a la forma bàsica de la paraula ("arrel") en hongarès. Els sufixos s'adjunten a l'arrel de la paraula en un ordre definit amb precisió.

## Fonologia
L'hongarès té 14 fonemes vocàlics i 25 fonemes consonàntics. Els fonemes vocàlics s'agrupen en parells de vocal curta i vocal llarga (amb accent; noteu doble accent gràfic en la versió llarga de ö i ü: ő, ű). En l'hongarès actual les vocals curtes a, e es diferencien de les corresponents versions llargues en el grau d'obertura (qualitat), a més de la quantitat. Així, a (propera a ò catalana) es pronuncia més oberta i més curta que á (propera a à catalana), i e (semblant a è oberta catalana) és més curta i oberta que é (semblant a é tancada catalana). La quantitat vocàlica és important per diferenciar parelles de mots: kar (braç) / kár (dany); öt (cinc) / öt (acusatiu 3ª pers. sing.).
|             | Labial | Alveolar | Postalveolar | Palatal | Velar | Glotal |
| ----------- | ------ | -------- | ------------ | ------- | ----- | ------ |
| nasal       | m      | n        |              | ɲ       |       |        |
| oclusiva    | p b    | t d      |              | c͡ç ɟ͡ʝ   | k g   |        |
| africada    |        | t͡s d͡z    | t͡ʃ d͡ʒ        | c͡ç ɟ͡ʝ   |       |        |
| fricativa   | f v    | s z      | ʃ ʒ          |         |       | h      |
| vibrant     |        | r        |              |         |       |        |
| aproximants |        | l        |              | j       |       |        |

Les vocals en hongarès

La duració dels fonemes consonàntics també permet diferenciar el sentit dels mots.
Les lletres de l'alfabet hongarès amb la seva pronúncia aproximada es mostren en la següent taula. Noteu que en hongarès, en una primera aproximació, cada lletra correspon a un so i cada so correspon a una lletra, és a dir el so /s/ sempre s'escriu amb el dígraf sz i el dígraf sz sempre es pronuncia /s/ (s sorda en català). L'única excepció és el so /j/ que pot escriure's ly o j. Amb l'excepció dels sons /c͡ç/ i / ɟ͡ʝ/ (escrits amb els dígrafs ty i gy) totes les consonants es pronuncien pràcticament com en català (el so /h/ equival a l'h anglesa).
| Fonema | so equivalent en català                                                       | Exemple | Exemple          | Traducció  |
| ------ | ----------------------------------------------------------------------------- | ------- | ---------------- | ---------- |
| /p/    | pa                                                                            | pipa    | /ˈpipɒ/          | pipa       |
| /b/    | beu                                                                           | bot     | /bot/            | bastó      |
| /t/    | teu                                                                           | toll    | /tol:/ (?·pàg.)  | ploma      |
| /d/    | deu                                                                           | dob     | /dob/ (?·pàg.)   | tambor     |
| /k/    | casa, qui                                                                     | kép     | /keːp/ (?·pàg.)  | imatge     |
| /ɡ/    | gat, guilla                                                                   | gép     | /ɡeːp/ (?·pàg.)  | màquina    |
| /f/    | ferro                                                                         | fa      | /fɒ/ (?·pàg.)    | arbre      |
| /v/    | veu (en alguns dialectes del català)                                          | vág     | /vaːɡ/ (?·pàg.)  | tallar     |
| /s/    | seu, massa, cert                                                              | szó     | /soː/ (?·pàg.)   | paraula    |
| /z/    | zero, casa                                                                    | zöld    | /zøld/ (?·pàg.)  | verd       |
| /ʃ/    | xic, caixa                                                                    | só      | /ʃoː/            | sal        |
| /ʒ/    | jove                                                                          | zseb    | /ʒɛb/ (?·pàg.)   | butxaca    |
| /j/    | jaio ('avi'), iaia ('àvia')                                                   | jó      | /joː/ (?·pàg.)   | bo         |
| /h/    | no existeix en català, es troba en algun cas: halar ('menjar')                | hó      | /hoː/ (?·pàg.)   | neu        |
| /t͡s/   | potser                                                                        | cél     | /t͡seːl/ (?·pàg.) | objectiu   |
| /d͡z/   | dotze                                                                         | edző    | /ˈɛd͡zːøː/        | entrenador |
| /t͡ʃ/   | txec, vaig                                                                    | csak    | /t͡ʃɒk/ (?·pàg.)  | només      |
| /d͡ʒ/   | platja                                                                        | dzsessz | /d͡ʒɛsː/          | 'jazz'     |
| /l/    | laic                                                                          | ló      | /loː/ (?·pàg.)   | cavall     |
| /c͡ç/   | no existeix en català, es pot aproximar pronunciant els sons /t/ i /j/ alhora | tyúk    | /c͡çuːk/          | gallina    |
| /ɟ͡ʝ/   | no existeix en català, es pot aproximar pronunciant els sons /d/ i /j/ alhora | gyár    | /ɟ͡ʝaːr/ (?·pàg.) | fàbrica    |
| /r/    | té les dues versions, com en català: raresa                                   | ró      | /roː/ (?·pàg.)   | esculpir   |
| /m/    | mà                                                                            | ma      | /mɒ/ (?·pàg.)    | avui       |
| /n/    | nom                                                                           | nem     | /nɛm/ (?·pàg.)   | no         |
| /ɲ/    | nyap                                                                          | nyár    | /ɲaːr/           | estiu      |
Les lletres q,w, x, i y només es troben en paraules d'origen estranger modern o en grafies antigues, especialment cognoms. Per exemple, el cognom Pálffy (nissaga noble austrohongaresa) actualment s'escriuria Pálfi, o el cognom Széchenyi hauria de ser Szécsényi ("de la vila de Szécsény"). 

En hongarès, l'accent sempre recau en la primera síl·laba. Ara bé, degut al sistema de derivació inherent a l'hongarès, com en altres llengües aglutinants, les paraules molt llargues solen tenir accents secundaris (zeneszerző [ˈzɛnɛ,sɛɾzøː] - 'compositor').

## Harmonia vocàlica
Una característica essencial de l'hongarès és l'harmonia vocàlica, fenomen similar al finès o al turc. Els sufixos que s'afegeixen a la paraula arrel s'adapten ("harmonitzen") al so frontal (agut, palatal) o posterior (greu, velar) de les vocals de la paraula arrel.
Les vocals greus, velars o posteriors en hongarès són: a, á, o, ó, u, ú. Així: les paraules amb les vocals a, á, o, ó, u, ú a l'arrel (taula: asztal, ocell: madár) formen el plural amb o o a i k (taules: asztalok, ocells: madarak). En el sufixos dels substantius, la o és la vocal d'unió més freqüent, mentre que en els adjectius la a és més freqüent com a vocal d'unió.
Les vocals agudes, palatals o frontals en hongarès són: e, é, i, í, ö, ő, ü, ű. En aquest cas, a més, també es fa una distinció entre les vocals no arrodonides (e, é, i, í) i les vocals arrodonides (ö, ő, ü, ű), que afecta els sufixos amb tres formes. Per exemple, els plurals de paraules amb les vocals e, é, ö, ő , ü, ű (infant: gyerek, faig (arbre): bükk) a l'arrel són seguides de e o ö i k (infants: gyerekek, faigs: bükkök).
Per a i / í hi ha dues possibilitats. Amb i, í a la paraula arrel sol seguir e, més rarament o o a, com a nexe d'unió amb la desinència. Aquí no hi ha regles, cal memoritzar la vocal vinculant per a cada paraula. Un exemple amb vocal d'enllaç velar és un hídon keresztül = "travessant el pont" (híd = "pont"). Tot i això, aquest fenomen es pot explicar en termes d'història lingüística. En paraules amb i / í que tenen o o a com a vocal vinculant, la pronúncia arcaica de la i era un diftong o una i "fosca" (velaritzada), semblant al rus ы, el polonès y o el turc ı.
També hi ha aparents excepcions en l'harmonia vocàlica. Un exemple molt conegut és la paraula férfi ("home"). Tot i que férfi sembla contenir només vocals palatals, s'hi afegeixen només terminacions velars: férfival ("amb l'home"), férfiak ("els homes"). Això té una explicació històrica: la paraula es pronunciava antigament férfiú, on fiú encara actualment vol dir noi i acaba amb una vocal velar.
Les paraules que han estat plenament incorporades en la llengua des de fa molt de temps són purament palatals o velars en tots els casos. Les paraules més noves i amb vocals mixtes (sovint, préstecs d'altres llengües com ara telefon, telèfon) poden tenir vocals velars o palatals en l'arrel, però normalment prenen les desinències corresponents a l'última vocal. En el cas de telefon tindrem doncs telefonok en plural.

## Assimilació
La qualitat sorda / sonora de les consonants s'assimila en hongarès, de manera semblant al català. Aquest tipus d'assimilació és típicament regressiva, és a dir l'últim element del grup consonàntic determina la pronúncia sorda o sonora de la/les consonant(s) precedents. Per exemple: cuc de seda [ˈkuɡ də ˈsɛðə], la d fa que la c final de cuc es faci sonora, o bé vaig córrer ['βatʃ 'korə] on ig és sorda i vaig anar ['βadʒ ə'na] on ig és sonora. Alguns exemples en hongarès:
- adjectiu seguit de nom: hideg tél [hidɛk‿teːl] ("hivern fred");
- adverbs amb adjectius: nagyon káros [nɒɟoŋ‿kaːroʃ]; ("molt perjudicial");
- verbs amb complements: nagyot dob [nɒɟod‿dob] ("[ell/ella/allò] llença lluny"), vesz belőle [vɛz‿bɛløːlɛ] ("agafa'n").

Aquestes assimilacions també es troben en la pronúncia dels mots compostos, incloent les desinències, però no es reflecteixen en la grafia. Per exemple, en el compost hadsereg, la /d/ de had (tropa) s'assimila en /t/ perquè la primera consonant de sereg (multitud) és sorda. Les desinències també provoquen assimilació: en házhoz ("cap a casa") la /z/ de ház es pronuncia /s/ (s sorda). En el cas particular del so /n/, el punt d'articulació s'assimila al de la consonant que la segueix: hangya [ˈhɒŋɟɒ] "formiga", színpad ['siːmpɒd] "escenari".

## El substantiu

### No té gènere gramatical
L'hongarès no té gènere gramatical. Fins i tot en el cas dels pronoms, no es distingeix cap gènere natural equivalent al català ("ell" i "ella" és en ambdós ambdós = ő - en el plural ők). Aquest és un cas rar entre les llengües europees, però no és estrany en altres llengües del món, com el xinès o japonès (vegeu l'article de Gènere).
Si el parlant vol fer èmfasi en el gènere de la persona de què es parla o a qui es parla, es pot afegir la paraula nő (= dona) com a sufix (tanár = "professor", tanárnő = "professora").

### Article
L'article definit (el / la) és a en hongarès (abans de vocals pren una z epentètica: az) i l'indefinit (un/una) és egy, exactament igual que el número u. A diferència del català, l'article s'utilitza menys sovint, normalment només per ressaltar l'objecte o fet corresponent.

### Formació i ús del plural
La formació plural és bastant simple en hongarès. El sufix -k s'afegeix al substantiu corresponent. És més difícil trobar la vocal d'enllaç correcta, sovint necessària per a la pronunciació, resultat de l'harmonia vocal (vegeu més amunt): 
asztal - asztalok (taula - taules) madár - madarak (ocell - ocells). Noteu que la darrera vocal de madár s'escurça en el plural.
gyerek - gyerekek (nen - nens) könyv - könyvek (llibre - llibres) bükk - bükkök (faig - faigs) 
La utilització del plural en hongarès no sempre coincideix amb el seu ús en català. Sovint el singular implica un sentit plural (p.e. láb la cama o les dues cames). Darrera de numeral sempre s'utilitza el singular: öt fiú = cinc nois, literalment "cinc noi". Però látom a fiúkat = veig els nois.
De la mateixa manera, els verbs es conjuguen en plural només quan el substantiu du marca del plural, però no quan el substantiu és morfològicament singular. Compareu a halak úsznak (els peixos neden) amb öt fiú úszik (cinc nois neden, literalment "cinc noi neda").
En el cas de paraules amb sufix possessiu (p.e. les meves cases) el plural es marca amb un infixe i. Per exemple ház = casa, házam = la meva casa, házaim = les meves cases.

### Sufixos en comptes de preposicions
El substantiu hongarès pot estar proveït de molts sufixos encadenats, amb funcions diferents. En molts llibres de text i gramàtiques antigues de l'hongarès es parla sovint de "cas", fent un paral·lelisme amb els casos de les declinacions llatina o grega, però la comparació no és exacta. El nombre de sufixos en hongarès varia entre 20 i 30 segons la font. Aquesta variació en l'estimació es deu al fet que alguns sufixos només es poden combinar amb determinats substantius. Els casos que més clarament són equiparables a les declinacions en altres llengües europees són: nominatiu, datiu i acusatiu. Els altres casos tenen generalment un significat de localització espacial (i per extensió, temporal) i es defineixen com a sufixos adverbials en les gramàtiques hongareses. Equivalen a complements circumstancials en català ("on...", "cap on...", "d'on..", etc.): superessiu, delatiu, sublatiu, inessiu, elatiu, il·latiu, adessiu, ablatiu, al·latiu, terminatiu, instrumental-comitatiu, causal-final, translatiu-factiu, essiu-modal, essiu-formal.
Independentment de si tots els sufixes es consideren casos equiparables als de les llengües indoeuropees o de si cal considerar-los sufixos adverbials, tots els sufixes s'han de traduir al català mitjançant frases preposicionals. Les taules següents en proporcionen exemples. Noteu els casos en què el sufix varia segons l'harmonia vocàlica, els casos en què la consonant del sufix varia segons la darrera consonant de la paraula i la necessitat d'afegir una vocal epentètica en certs casos.
| nom                    | sufix       | exemple | traducció                                |
| nominatiu              | Ø           | ház     | casa                                     |
| datiu                  | -nak / -nek | háznak  | (a) casa                                 |
| acusatiu               | -t          | házat   | casa                                     |
| Instrumental-comitatiu | val / -vel  | házzal  | amb la casa                              |
| Causal-Final           | -ért        | házért  | per la casa                              |
| translatiu-factiu      | vá / -vé    | házzá   | (esdevé) una casa                        |
| terminatiu             | -ig         | házig   | (fins a) casa                            |
| Essiu-formal           | -kent       | házként | (serveix com a) casa                     |
| Essiu-modal            | -ui / -ui   | házul   | per casa, en lloc de / substitut de casa |

Per als sufixos amb v a l'inici del sufix (instrumental-comitatiu i translatiu-factiu), es fusiona la v amb l'última consonant del substantiu o es manté v si aquest acaba en vocal (p.e. a házzal (amb la casa) però a fiúval (amb el noi)).
En hongarès no existeix genitiu com a tal i la propietat s'expressa amb una combinació de sufixos: el datiu en el possessor i el possesiu en la persona o objecte posseït. Hi ha dues construccions bàsiques en hongarès: a tanító autója (el cotxe del mestre, literalment "el mestre el seu cotxe" - sense marcar el possessor) o bé a tanítónak az autója ("al mestre [datiu] el seu cotxe" - tant el propietari com allò posseït es marquen amb un sufix). Ambdues formes són necessàries, tot i que la primera forma més senzilla sovint sona estilísticament millor. La segona variant emfatitza més el possessor de la propietat i sovint és essencial si el terme altrament no seria clar.
Les relacions espacials es designen en hongarès amb l'ajut dels nou sufixos adverbials següents, que equivalen a expressions preposicionals en la majoria dels altres idiomes europeus.
|        | interior                                                | superfície                                                           | proximitat                                           |
| ¿D'on? | -ból / -ből ház-ból sortint de dins de la casa (Elatiu) | -ról / -ről ház- ról procedent de la superfície de la casa (Delatiu) | -tól/-től ház- tól allunyant-se de la casa (Ablatiu) |
| ¿On?   | -ban / -ben ház-ban a dins de la casa (Inessiu)         | -n / -on / -en/ -ön ház-on sobre, damunt la casa (Superessiu)        | nál / -nél ház-nál al costat de la casa (Adhesiu)    |
| ¿On?   | ba / -be ház- ba cap a dins de la casa (Illatiu)        | -ra / -re ház-ra cap a damunt/sobre de la casa (amunt) (Sublatiu)    | -hoz / -hez / höz ház-hoz cap a la casa (Allatiu)    |

La llista de sufixos adverbials es completa amb els següents: 
| nom                   | sufix         | exemple       | significat               |
| temporal              | -kor          | éjfélkor      | a mitjanit               |
| comitatiu             | -stul / -stül | családostul   | juntament amb la família |
| Distributiu- temporal | -nta / -nte   | naponta       | cada dia                 |
| distributiu           | -nként        | fejenként     | per capita               |
| modal                 | -képpen       | ajándékképpen | com a regal              |

### Sense pronoms possessius
L'hongarès no utilitza pronoms possessius. En lloc d'això, s'utilitzen sufixos personals per indicar la propietat, que també poden variar segons les regles de l'harmonia vocàlica: 
|           | forma bàsica | Destaca el propietari | català          |
| 1. P. Sg. | az autóm     | az (én) autóm         | el meu cotxe    |
| 2. P. Sg. | az autód     | a (te) autód          | el teu cotxe    |
| 3. P. Sg. | az autója    | az (ő) autója         | el seu cotxe    |
| 1. P. Pl. | az autónk    | a (mi) autónk         | el nostre cotxe |
| 2. P. Pl. | az autótok   | a (ti) autótok        | el teu cotxe    |
| 3. P. Pl. | az autójuk   | az (ő) autójuk        | el seu cotxe    |

L'article definit també s'utilitza normalment en la formació bàsica del possessiu. Els pronoms personals addicionals, tal com s'indica entre parèntesis, destaquen o emfatitzen la propietat: az én autóm, nem a te autód (El meu cotxe, no el teu cotxe.) Entre el mot i el sufix pot ser necessari afegir-hi una vocal d'enllaç que haurà de respectar, naturalment, les regles de l'harmonia vocàlica. En les paraules greus, la vocal d'enllaç pot ser a o o; en les paraules agudes és e o ö o ü: házam (la meva casa), asztalod (la teva taula), keze (la seva mà), földünk (la nostra terra). En la tercera persona (singular i plural) les paraules acabades en consonant generalment elideixen la j (compareu autója el seu cotxe i lába la seva cama). Quan l'objecte posseït és plural, s'intercala una i com a marca de plural entre el mot i el sufix: házaim (les meves cases); földeink (les nostres terres).
Els noms amb el sufix possessiu poden ampliar-se amb els sufixos de cas: az autómmal (amb el meu cotxe), földeinket vették (van comprar les nostres terres).

## Posposicions
No hi ha preposicions en hongarès (en el sentit estricte). En lloc d'això, s'utilitzen posposicions, és a dir, adverbis de relatiu (com en català "a causa del clima"). Normalment s'afegeixen al nominatiu, però algunes posposicions requereixen el complement de lloc "on" (-n; Superessiu), per ex. a házon keresztül - "a través de la casa" o az autón kívül - "fora del cotxe".
|        | per sota | sobre           | abans | darrere | proper  | entre  | al voltant ... al voltant | darrere, després | al llarg de | per | més enllà ... | a través de ... |
| ¿D'on? | alól     | felül / fölül   | elől  | mögül   | mellől  | közül  | -                         | -                | -           | -   | -             | -               |
| ¿On?   | alatt    | felett / fölött | előtt | mögött  | mellett | között | körül                     | után             | hosszant    | át  | túl           | keresztül       |
| ¿On?   | alá      | felé / fölé     | elé   | mögé    | mellé   | közé   | köré                      | -                | -           | -   | -             | -               |

La resta de posposcions són: belül (dins), együtt (junt, amb), helyett (en lloc de), iránt (envers, respecte de), képest (en vist de, en comparació a), kívül (fora), közben (al mig), miatt (degut a), múlva (al cap de), nelkül (sense), óta (des de, d'ençà), szemben (enfront de), szerint (d'acord amb, segons), tájban (cap a, aproximadament), 
Totes les posposicions poden portar les desinències personals: helyetted (en lloc de tu, en lloc teu), utánam (darrera meu).

### Adjectiu
L'adjectiu antecedeix el nom i no hi concorda en cap cas: az új autóval (amb el cotxe nou), új autókuk vannak (tenen cotxes nous). Per contra, en frases pronominals l'adjectiu concorda amb el nom i, en tercera persona s'omet el verb: a ház új (la casa [és] nova), a házak újak (les cases [són] noves). El grau comparatiu es forma afegint el sufix [a]bb/[e]bb: magasabb (més alt), gyengebb (més dèbil). Per formar el superlatiu s'afegeix el prefix leg- al comparatiu: a legmagasabb (el més alt), a leggyengebb (el més dèbil).

### Demostratiu
L'hongarès té un demostratiu de proximitat (ez, aquest) i un de llunyania (az, aquell) com en català estàndard. El demostratiu sempre es combina amb l'article i pren els casos corresponents al substantiu: ez az autó (aquest cotxe, lit. "aquest el cotxe"), ebben a házban (dins d'aquesta casa, lit. "dins d'aquesta la dins casa"). La z del demostratiu s'assimila amb la primera consonant del sufix en tots els casos: ebben, erre, ehhez, etc.

## Conjugació verbal
Els verbs hongaresos es conjuguen de dues maneres: 
1. amb objecte (complement directe) definit
2. amb objecte indefinit o sense objecte

La conjugació definida o objectiva (tárgyas ragozás) s'utilitza quan l'objecte de l'oració té caràcter definit o únic i només es pot formar amb verbs transitius. Els pronoms personals de 3a. persona com a complement directe també es consideren objecte definit. En tots els altres casos i amb verbs intransitius s'utilitza la conjugació indefinida o subjectiva (alanyi ragozás). El complement directe amb article definit exigeix, per tant, la congugació definida, mentre que el complement directe amb article indefinit o sense article, la conjugació inedfinida.
Com en català, els pronoms personals només s'utilitzen explícitament per emfasitzar el subjecte. En cas contrari, s'utilitza majoritàriament només el verb conjugat, ja que la persona es pot identificar clarament a partir de la desinència corresponent. Les terminacions dels verbs transitius en la conjugació definida assenyalen el pronom personal de l'acusatiu (complement directe) i el substitueixen. En construccions amb un subjecte en 1a. persona singular i un objecte en el 2a. persona (singular o plural), el verb pren una desinència especial -lak/lek. L'exemple sovint citat és szeretlek (t'estimo). La forma completa seria (én) szeretlek (téged), però aquesta estructura no sona natural. Tanmateix, si l'objecte d'aquesta construcció està a 2a. persona plural, el pronom personal sí que es diu: Szeretlek titeket .
Frases d'exemple: 
- "Veig l'autobús." = Látom a buszt. (objecte definit, conjugació definida)
- "Et veig." = Látlak (téged). (Verb especial: relació jo-tu)
- "El veig" = Látom (őt). (Pronom personal 3a. persona com a objecte definit, que sovint no es fa explícit)
- "M'estic i m'espero" = Állok és várok . (sense objecte, conjugació indefinida)

Exemples per a la conjugació de látni = "veure": 
- Conjugació definida: látom = "ho/el/la veig", látod = "ho/el/la veus", látjuk = "ho/el/la veiem"
- Conjugació indefinida: látok = "veig (alguna cosa), hi veig" (també significa: veig perquè hi puc veure, no sóc cec), látsz = "veus (alguna cosa), hi veus", látunk = "veiem (alguna cosa), hi veiem "

| kérni (preguntar, demanar) |              |                |            |                |                 |               |               |                 |              |               |                 |               |
|                            | indefinida   | indefinida     | indefinida | indefinida     | indefinida      | indefinida    | definida      | definida        | definida     | definida      | definida        | definida      |
| INDICATIU                  |              |                |            |                |                 |               |               |                 |              |               |                 |               |
| present                    | kér ek       | kér sz         | kér        | kér ünk        | kér tek         | kér nek       | kér em        | kér ed          | kér i        | kér jük       | kér itek        | kér ik        |
| pretèrit                   | kért em      | kért él        | kért       | kért ünk       | kért etek       | kért ek       | kért em       | kért ed         | kért e       | kért ük       | kért étek       | kért ék       |
| futur                      | kérni fogok  | kérni fogsz    | kérni fog  | kérni fogunk   | kérni fogtok    | kérni fognak  | kérni fogom   | kérni fogod     | kérni fogja  | kérni fogjuk  | kérni fogjátok  | kérni fogják  |
| condicional                |              |                |            |                |                 |               |               |                 |              |               |                 |               |
| present                    | kérné k      | kérné l        | kérne      | kérné nk       | kérné tek       | kérné nek     | kérné m       | kérné d         | kérné        | kérné nk      | kérné tek       | kérné k       |
| pretèrit                   | kért em olna | kért él volna  | kért volna | kért ünk volna | kért etek volna | kért ek volna | kért em volna | kért ed volna   | kért e volna | kért ük volna | kért étek volna | kért ék volna |
| IMPERATIVA / ADHORTATIVA   |              |                |            |                |                 |               |               |                 |              |               |                 |               |
| present                    | kérj ek      | kérj él o kérj | kérj en    | kérj ünk       | kérj etek       | kérj enek     | kérj em       | kérj ed o kér d | kérj e       | kérj ük       | kérj étek       | kérj ék       |

| zár (tancar)             |               |                |            |                |                 |               |               |                 |              |               |                 |               |
|                          | indefinida    | indefinida     | indefinida | indefinida     | indefinida      | indefinida    | definida      | definida        | definida     | definida      | definida        | definida      |
| INDICATIU                |               |                |            |                |                 |               |               |                 |              |               |                 |               |
| present                  | zár ok        | zár sz         | zár        | zár unk        | zár tok         | zár nak       | zár om        | zár od          | zár ja       | zár juk       | zár játok       | zár ják       |
| pretèrit                 | zárt am       | zárt ál        | zárt       | zárt unk       | zárt atok       | zárt ak       | zárt am       | zárt ad         | zárt a       | zárt uk       | zárt átok       | zárt ák       |
| futur                    | zárni fog ok  | zárni fog sz   | zárni fog  | zárni fog unk  | zárni fog tok   | zárni fog nak | zárni fog om  | zárni fog od    | zárni fog sz | zárni fog juk | zárni fog játok | zárni fog ják |
| condicional              |               |                |            |                |                 |               |               |                 |              |               |                 |               |
| present                  | zárné k       | zárná l        | zárna      | zárná nk       | zárná tok       | zárná nak     | zárná m       | zárná d         | zárná        | zárná nk      | zárná tok       | zárná k       |
| pretèrit                 | zárt am volna | zárt ál volna  | zárt volna | zárt unk volna | zárt atok volna | zárt ak volna | zárt am volna | zártad volna    | zárt a volna | zárt uk volna | zárt átok volna | zárt ák volna |
| IMPERATIVA / ADHORTATIVA |               |                |            |                |                 |               |               |                 |              |               |                 |               |
| present                  | zárj ak       | zárj ál o zárj | zárj on    | zárj unk       | zárj atok       | zárj anak     | zárj am       | zárj ad o zár d | zárj a       | zárj uk       | zárj átok       | zárj ák       |

El verb ésser té diferents paradigmes en present, passat i futur:
| lenni (ésser)            | lenni (ésser)     | lenni (ésser)     | lenni (ésser) | lenni (ésser)       | lenni (ésser)         | lenni (ésser)         |
| INDICATIU                | INDICATIU         | INDICATIU         | INDICATIU     | INDICATIU           | INDICATIU             | INDICATIU             |
| ------------------------ | ----------------- | ----------------- | ------------- | ------------------- | --------------------- | --------------------- |
| present                  | vagy ok           | vagy              | van           | vagy unk            | vagy tok              | van nak               |
| pretèrit                 | volt am           | volt ál           | volt          | volt unk            | volt atok             | volt ak               |
| futur                    | lesz ek           | lesz el           | lesz          | lesz ünk            | lesz tek              | lesz nek              |
| condicional              |                   |                   |               |                     |                       |                       |
| present                  | lenné k o volné k | lenné l o volná l | lenne o volna | lenné nk o volná nk | lenné tek o volná tok | lenné nek o volná nak |
| pretèrit                 | lett em volna     | lett él volna     | lett volna    | lett ünk volna      | lett etek volna       | lett ek volna         |
| IMPERATIVA / ADHORTATIVA |                   |                   |               |                     |                       |                       |
| present                  | legy ek           | legy él o légy    | legyen        | legy ünk            | legy etek             | legy enek             |

### Cas especial: el grup dels verbs -ik
Els verbs que tenen el sufix -ik en la 3a persona del singular (ikes igék) presenten certes particularitats en la conjugació. Una regla (que sovint és ignorada pels parlants nadius) és que les formes de 1a persona del singular de la conjugació indefinida coincideixen amb la forma de la conjugació definida: Esze m a kenyeret - Kenyeret esze m (i no * esze k). Però hi ha excepcions: la forma hazudom (menteixo) en comptes de hazudok es considera hipercorrecció, encara que la forma del verb en tercera persona singular sigui hazudik. Com que cal determinar de forma immediata si el verb pertany al grup -ik per conjugar-lo correctament, en els diccionaris normalment es dona la forma de la tercera persona del singular com a lema, en lloc de la forma d'infinitiu.

### El verblenni("ésser") en present
En la tercera persona present, les formes verbals van (Sg.) i vannak (Pl.) s'utilitzen només en relació amb una ubicació, en cas contrari s'ometen.
- Boldog vagyok . (Estic content).
- Tamás boldog. (Tamás és feliç.)
- Tamás orvos. (Tamás és metge.)

però: 
- Tamás itt van . (Tamás és aquí.)
- Az emberek kint vannak . (La gent està fora.)

La negació es forma regularment amb la paraula nem. En els casos en què una negació correspon a van en la tercera persona del singular o vannak del plural, però, s'utilitzen les paraules de negació nincs (singular) o nincsenek (plural). Un cop més, el verb s'omet. Per tant, nincs substitueix les paraules nem i van, i nincsenek les paraules nem i vannak .
- Nem vagyok boldog. (No estic feliç.)
- Tamás nem boldog. (Tamás no és feliç.)

però: 
- Tamás nincs itt . (Tamás no és aquí.)
- A barátok nincsenek itt . (Els amics no són aquí.)

### Verbs irregulars
Una sèrie de verbs d'ús molt freqüent (anar, venir, menjar, beure, comprar) són irregulars i poden presentar diferents paradigmes en present i passat. La "irregularitat" té relació amb la vocal o consonant d'enllaç entre l'arrel i la desinència en general. Per exemple, el verb venir jönni en infinitiu fa el present: jövök, jössz, jön, jövünk, jöttök, jönnek. En passat la conjugació esdevé: jöttem, jöttél, jöttünk, jöttetek, jöttek. En el cas del verb anar menni el present és: megyek, mész, megy, megyünk, mentek, mennek (en ser verbs intransitius només tenen conjugació subjectiva). Altres verbs presenten irregularitats degudes únicament a l'elisió de la vocal o / ö: fürödni (banyar-se, arrel füröd-) dona fürdöm en primera persona del present però fürödtem en passat. Una altra irregularitat apareix en els verbs fő, lő, nő, sző, rí, ró que afeixegen una v d'enllaç en la primera o segona persona del present i escurçen la vocal: lövök, lősz, lő, lövünk, lőttek, lőnek

### Verbs derivats
En hongarès, s'empren sufixos per derivar verbs modals.
Aquests inclouen, per exemple, -gat / -get, - (t)at / - (t)et i -hat / -het.
El sufix -gat / -get expressa un duratiu o iteratiu.
- ír-o- gat - "ell / ella escriu llargament o repetida".[3]
- tanít-gat - "ell / ella instruirà [gradualment]"
- int-e-get - "ell / ella saluda [repetidament]"

El sufix - (t) at / - (t) et és un Factitiu.
- fek- tet - "ell / ella fa jeure [alguna cosa / algú]"
- al- tat - "ell / ella fa adomir [alguna cosa / algú]"

El sufix -hat / -het denota la possibilitat i es tradueix en català per "pot".
- fek- het - "ell / ella pot jeure"
- al- hat - "ell / ella pot dormir"

Aquest sufix també té el significat de tenir permís, estar autoritzat a fer certa cosa. P.e. el verb megy (anar):
- me-het - "ell / ella pot anar"

També amb verbs transitius ír (escriure):
- ír- hat - "ell / ella pot escriure".

Aquest sufix -hat / -het es pot combinar amb els altres dos sufixos: 
- tanul-gat-hat - "ell / ella pot continuar aprenent [alguna cosa]"
- tanít-tat-hat - "ell / ella pot fer que [alguna cosa / algú] instrueixi"

La utilització de perfixos permet canviar el significat del verb o aportar precisió espacial i temporal. Hi ha una gran quantitat de prefixos, però no tots els verbs els poden portar tots. Per exemple, el verb áll amb el sentit genèric d'estar dret, estar aturat, pot combinar-se amb més de 20 prefixos, per donar: be- beáll (entrar), fel- feláll (posar-se dret), meg- megáll (aturar-se), etc.

## Acumulació de sufixos
La formació de paraules mitjançant aglutinació és característica de l'hongarès i altres llengües aglutinants. Tanmateix, el sufix no crea automàticament un nou lema. En hongarès hi ha una profunditat màxima de sis sufixos. Entre altres coses, són aquestes estructures les que fan que les frases en hongarès siguin més curtes que els textos en altres idiomes, però transmeten exactament la mateixa informació. Per a comprendre el significat de paraules amb molts sufixos cal analitzar l'arrel i les desinències. Per exemple: 
tehetetlenségével = amb la seva incapacitat (literalment), per la seva incapacitat, que analitzarem:
tehetetlen = incapaç (< tehet (ell/ella pot fer) + (e) tlen (partícula negativa), < ten(ni) (fer) + het (permès, pot))
tehetetlenség = incapacitat
tehetetlensége = la seva incapacitat (-e sufix possessiu de 3a pers. Sg.)
-vel: suffix instrumental-commitatiu
igazságtalanságunkkal = amb (literalment), com a resultat de la nostra injustícia, que analitzarem: 
igaz = cert
igazság = veritat
igazságtalan = sense veritat = injust
igazságtalanság = injustícia
igazságtalanságunk = la nostra injustícia
-val -> -kal: suffix instrumental-commitatiu

## Negació
Si es nega alguna cosa, la sentència hongaresa neutra o sense èmfasi comença amb la negació: Nem látok. (No [hi] veig.) o Nem látom. (No el/la/ho veig) Nincs itt. (Ell / ella no hi és; no és aquí.) Nem vettem meg. (No el/la/ho vaig comprar.) 
La doble negació s'utilitza sovint per emfasitzar:Nem látok semmit. (No veig res.) Nincs itt senki. (No hi ha ningú aquí.) Nem vettem semmit. (No vaig comprar res.) 
Si es vol ressaltar la negació encara més, el pronom indefinit negatiu emfàtic es mou a la primera posició de la frase i nem passa a sem (resultant de la fusió de is (també) i nem (no) -> tampoc); de la mateixa manera, nincs es converteix en sincs (is + nincs "tampoc"): Semmit látok. (aproximadament: no veig res) Senki sincs itt. (Aquí tampoc hi ha ningú) Semmit sem vettem. (Jo tampoc vaig comprar res) 
A diferència del finès, però, no hi ha un verb específic de negació.

## Ordre de les paraules
Les frases neutres segueixen l'ordre Subjecte-Verb-Predicat com en català. Però en hongarès es pot fer variar l'ordre de les paraules lliurement per donar més èmfasi a un o altre component de la frase de manera molt complexa. Com que la funció de cada paraula està marcada morfològicament mitjançant sufixos o prefixos, es pot canviar l'ordre de les paraules sense perdre el sentit de la frase i afegir un nivell d'informació addicional per emfatitzar cert aspecte. Per exemple:
- János látja az almát: En Joan veu la poma (neutre)
- János az almát látja: Allò que veu en Joan és la poma (i no una altra fruita, el canvi de posició del predicat li dona èmfasi)
- Az almát János látja: Qui veu la poma és en Joan (i no una altra persona).
A més de canvis en l'ordre, l'èmfasi es pot variar amb canvis en l'entonació. Generalment el tòpic que es vol remarcar es pronuncia amb una entonació ascendent, mentre que el focus de la frase sol tenir una entonació descendent. Per exemple:
- János látja az almát (neutre)
- János (tòpic) látja (focus) az almát (en Joan veu la poma [, però en Pere no la veu]).

## literatura
- Pál Kövesdi: Elementa Linguae Hungaricae sive Grammatica Hungarica. Svccincta methodo comprehensa et perspicuis exemplis illvstrata. Leuschoviae (actualment Levoča a Eslovàquia), 1686 (Digitalitzat)
- Anselm Mansvet Riedl: Magyarische Grammatik [Gramàtica Magiar]. Viena 1858 (Google digitalitzat, a MEK)
- Béla Szent-Iványi: Der ungarische Sprachbau [La construcció de la llengua hongaresa]. Hamburg: Buske, ³1995; ISBN 3-87548-101-1
- László Keresztes : Praktische ungarische Grammatik [Gramàtica pràctica hongaresa]. Debrecen: Debreceni Nyári Egyetem, 1992; ISBN 963-472-038-2
- Mária D. Mátai : Kleine ungarische Sprachgeschichte [Petita història de la llengua hongaresa]. Hamburg: Buske, 2002; ISBN 3-87548-323-5
- Tamás Forgács: Ungarische Grammatik [Gramàtica hongaresa]. Viena: Edició Praesens, 2002 (²2004); ISBN 3-7069-0107-2